# Pieter Valckenier

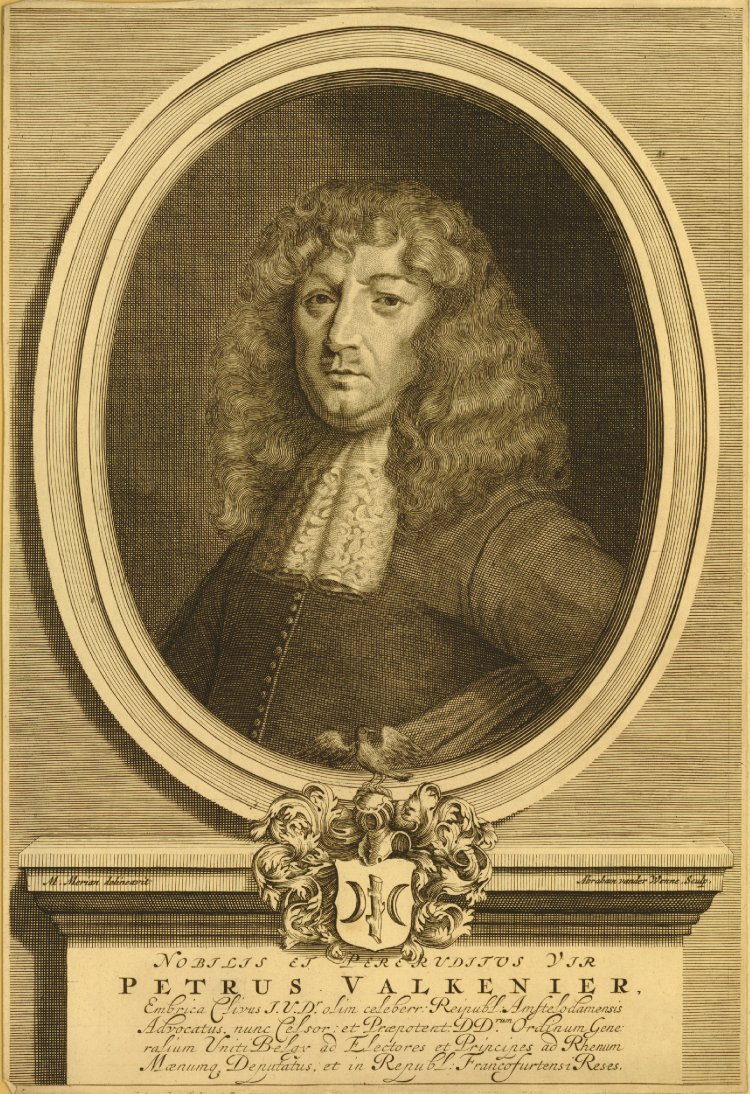
Pieter Valckenier door Matthäus Merian de Oude.

Pieter (of Petrus) Val(c)kenier (Emmerik, 1638 of 1641 - 15 juli 1712) was een Nederlands diplomaat in Frankfurt-am-Main, Regensburg en Zürich. Hij is bekend als geschiedschrijver en behandelde in spraakmakend boeken "Verwerd Europa" (1668-75) de oorlogen die op het continent woedden. In het derde deel beschrijft hij uitgebreid hoe het Bernard von Galen bij zijn belegering van Groningen verging. Hij behoorde misschien tot de patriciërfamilie Valckenier.

## Leven
Valckenier studeerde rechten in Leiden en trad vervolgens in de diplomatieke dienst. In 1668 gaf hij de raad een coalitie te sluiten met Engeland, wat Johan de Witt ook deed. Hij werd in 1676 of 1678 naar Frankfurt uitgezonden en in 1683 naar Regensburg. Hij vertegenwoordigde (vanaf 1690) gedurende veertien jaar de Republiek der Zeven Verenigde Nederlanden bij de Zwitserse kantons. In 1697, tijdens de Negenjarige Oorlog, werd een boek in Frankrijk verboden. Hij zette zich in voor de Waldenzers die naar een nieuwe verblijfplaats zochten. Hij werd teruggeroepen en vestigde zich als advocaat in Amsterdam. Het is onduidelijk of hij in 1712 overleed te Amsterdam. Hij werd begraven in de Grote of Sint-Jacobskerk (Den Haag). Hij was prinsgezind en gehuwd met de Zweedse Carolina Bax van Oersbeek.

## Werk
- Verwerd Europa ofte Polityke en Historische Beschrijving der waare Fundamenten en Oorzaken van de Oorlogen en Revolutiën in Europa, voornamentlijk in en omtrent de Nederlanden, sedert den jare 1664, gecauseert door de gepretenteerde universele Monarchie der Franschen. Verdeelt in dry stukken, met bygevoegde Authentyke stukken
- 't Verwerd Europa of Polityke en Historische Beschrijving van alle gedenkwaerdigste staats- en krijgsvoorvallen zoo binnen als buyten 't Christenrijk, voornamentlijk in en omtrent Hoog- en Neder-Duitschland, en derzelve aangrenzende Rijken en Staaten, sedert de jaren 1672 tot 1675, door de Fransche wapenen veroorzaakt; met bijgevoegde Authentyke stukken (Amsterdam 1688)